# Международен салон на храните
Международният салон на храните (на френски: Salon International de l'alimentation, съкр. SIAL) е търговско изложение в Париж, специализирано в хранителната промишленост, което се провежда на всеки 2 години. За първи път се състояла през 1964 г.

## История
SIAL е създаден от няколко групи и Общата конфедерация на търговията на дребно с храни (Confédération Générale de l'Alimentation en détail), по инициатива на Министерството на земеделието на Франция и Парижката търговска палата през 1964 г.
Участват 26 държави в първия панаир, който се провежда в Центъра за нови индустрии и технологии (Center des nouvelles industries et technologies, CNIT) в район Ла Дефанс в рамките Международната седмица на храните. Второто изложение SIAL се провежда пак в CNIT през 1966 г.
Търговското изложение се провежда в Изложбения център на Версайската порта от 1968 до 1984 г. и в Експозиционния парк Север Париж-Вилпент от 1986 г.
През 2014 г. SIAL Paris отбелязва нов етап чрез интегриране на Salon International du Process et du Conditionnement Alimentaire (IPA шоу), което е представено в сектора на оборудването, технологиите и услугите.
Всеки път, когато се провежда изложението, почти 50 тона продукти се събират и преразпределят във френските центрове на Червения кръст в департамент Сена-Сен-Дени.
Изложението обработва биоразградими отпадъци. През 2012 г. предстои да започне партньорство с Utopies с цел да се подчертае устойчивото развитие.

## Посетители
Посетителите на панаира идват от разни сектори на хранителната индустрия, като дистрибуция, търговия, хранителни услуги, лозарство и др. Приблизително 70 % от посетителите посещават изложението в търсене на нови продукти и доставчици.
Топ 15 на най-посещаваните страни са:
- Франция
- Италия
- Белгия
- Нидерландия
- Великобритания
- Испания
- Германия
- Съединени щати
- Канада
- Русия
- Бразилия
- Китай
- Турция
- Полша
- Гърция

| Разпределение                                                                                               | Обслужване на веригата                                                          | Хранителна индустрия                                          | Услуги |
| --- | ------------------------------------------------------------------------------- | ------------------------------------------------------------- | ------ |
| 54% | 18%                                                                             | 24%                                                           | 4%     |
| - Супермаркети и хипермаркети - Централно закупуване - Търговия на дребно - Търговия на едро - Внос / износ | - Търговско хранене - Институционално хранене - Дистрибутори / търговци на едро | - Производство - Трансформация - Междинни хранителни продукти |        |

## Изложители
По-голямата част от участниците са доставчици на готови хранителни продукти. Те излагат самодноянелно (като пряк изложител) или колективно (например в национален павилион). Този втори вариант представлява 61 % от площта на панаира.
79 % от изложителите са от национални (с по-малко от 250 служители) и международни малки и средни предприятия, а 21 % са от големи групи. Броят на международните изложители е нараснал от 2260 през 1992 г. на 4746 през 2010 г..
Изложбените сектори са:
- Напитки
- Сушени меса
- Консервирани и консервирани продукти
- Продукти за хранителни магазини
- Плодове и зеленчуци
- Органични продукти
- Морска храна
- Здравни продукти и хранителни добавки
- Гурме храни
- Замразени храни
- Пекарни, сладкиши и сладкарски изделия
- Деликатесни продукти
- Млечни продукти
- Домашни птици и дивеч
- Месо
- Вино
- Национални павилиони и региони по света
- Региони на Франция
- Полуобработени хранителни продукти, съставки и аутсорсинг решения
- Оборудване и технологии

## Ръководство
Освен, SIAL има надзорен съвет, съвет на директорите, управляващ директор. Comexposium, дъщерно дружество на CCIP и на британската частна компания Charterhouse, както и SOPEXA, са основните акционери на SIAL.

## SIAL в чужбина
SIAL Paris създава 6 други търговски изложения (членове на мрежата на SIAL Group) – в КНР, Обединените арабски емирства, Канада и Бразилия. През 2014 г. SIAL Group стартира търговско изложение SIAL ASEAN във Филипините.
В рамките на SIAL Innovation агенциите XTC и TNS Sofres представят сравнителен анализ на тенденциите и иновациите, свързани с храните. Изследването, проведено от TNS Sofres, поставя отношението на потребителите в 7 държави (Франция, Германия, Великобритания, Испания, Русия, САЩ и Китай) в перспектива по отношение на тенденциите, идентифицирани от XTC.
- Първото издание на SIAL Бразилия се провежда в Сао Пауло от 25 до 28 юни 2012 г.
- SIAL Middle East е ежегоден панаир, създаден през 2010 г., който се провежда в Абу Даби.
- Създаден през 2001 г., SIAL Canada е ежегоден панаир, който се провежда в Монреал в четни години и в Торонто в нечетни години.
- Създаден през 1999 г. в Сингапур, ежегодният панаир SIAL China се провежда в Шанхай от 2000 г. насам.
- Първото издание на SIAL ASEAN се провежда от 11 до 13 юни 2014 г. във Филипините .

## Външни връзки
- Официален сайт • Бразилия Официален сайт Официален сайт Близкия изток • Официален сайт • Официален сайт Официален сайт Sial Network
- SIAL SHANGHAI FACTS Официален сайт

|  | Тази страница частично или изцяло представлява превод на страницата SIAL Paris в Уикипедия на английски. Оригиналният текст, както и този превод, са защитени от Лиценза „Криейтив Комънс – Признание – Споделяне на споделеното“, а за съдържание, създадено преди юни 2009 година – от Лиценза за свободна документация на ГНУ. Прегледайте историята на редакциите на оригиналната страница, както и на преводната страница, за да видите списъка на съавторите. ВАЖНО: Този шаблон се отнася единствено до авторските права върху съдържанието на статията. Добавянето му не отменя изискването да се посочват конкретни източници на твърденията, които да бъдат благонадеждни. |